# Puffy AmiYumi
Puffy (パフィー, Pafī, stylisé PUFFY), ou Puffy AmiYumi est un groupe de pop rock japonais, actuellement signé au label Sony Music. Le groupe continue sous le nom de PUFFY au Japon, mais, afin d'éviter toute complication judiciaire avec Sean Combs, adoptent le nom de Puffy AmiYumi aux États-Unis. Le groupe se compose de deux membres que sont Ami Onuki (大貫亜美), surnommée Jane, et Yumi Yoshimura (吉村由美), surnommée Sue.
Leur premier album, Asia no Junshin, s'est vendu à un million d'exemplaires et, leur succès ne cessant de s'accroître, leurs albums suivent atteignent des millions d'exemplaires vendus (dont un total de 14 millions au Japon).

## Biographie

### Débuts
Ami et Yumi se rencontrent en 1995, après l'arrivée de Yumi à Tokyo pour passer une audition de jeunes talents chez Sony. En 1996, elles sortent leur premier single intitulé Asia No Junshin, un succès au Japon qui lance leur carrière, sous l'aile des producteurs et compositeurs Tamio Okuda du groupe Unicorn et Andy Sturmer de Jellyfish qui leur donne leur nom. Dans une interview concernant le succès incontestable de ce premier single, Yumi explique « ...on a tout mis en place pour cette chanson, mais on ne s'y attendait pas. Ce n'était que de la chance. » La même année, le groupe sort leur premier album intitulé Amiyumi.
Elles présentent en parallèle leur propre émission musicale télévisée Pa-Pa-Pa-Pa-Puffy entre 1997 et 2002, accueillant des invités tels que Lenny Kravitz, Sylvester Stallone, Harrison Ford, et le groupe Garbage. En 1998, elles font paraître leur album Jet, un succès commercial. En 1999, Yumi épouse Takanori Nishikawa, alias T.M. Revolution, dont elle divorce en 2002 (puis une nouvelle fois en 2013), l'année ou Ami épouse Teru, le chanteur du groupe de rock Glay.

### Apparitions aux États-Unis
Sous le nom de Puffy, le duo apparaît pour la première fois aux États-Unis lors de la soirée An Evening with Japan's All-Stars en 2000 au festival South by Southwest (SXSW) d'Austin, au Texas. À la suite de leur prestation au SXSW, l'entourage de Sean « Puffy » Combs leur envoie une demande de changement de nom afin d'éviter toute poursuite judiciaire. Après avoir changé leur nom pour Puffy AmiYumi, qui leur est attribué uniquement sur le sol américain, en expliquant à Entertainment Weekly : « Yumi : ça ne nous dérange pas du tout. Nous respectons le fait que Puff Daddy soit Puffy aux U.S. » Après la disparition de leur émission Pa-Pa-Pa-Pa-Puffy en 2002, Puffy se concentre sur leurs prestations aux États-Unis. Leurs quelques albums initialement parus au Japon apparaissent dans les marchés américains ; entretemps, le duo enregistre des thèmes de séries d'animation comme Teen Titans (thème apparu en 2003 dans leur album intitulé Nice) et SD Gundam Force. Elles reprennent également la chanson Girls Just Wanna Have Fun de Cyndi Lauper (reprise parue dans l'album The Body Acoustic de Lauper).
Le 19 novembre 2004, la chaîne de télévision Cartoon Network débute la diffusion d'une série d'animation mettant en scène Ami et Yumi, intitulée Hi Hi Puffy AmiYumi. Bien que les deux personnages soient doublés par des doubleuses américaines, Ami et Yumi apparaissent en personne à la fin de chaque épisode dans de petits segments enregistrés au Japon. La série d'animation présente également de nombreux extraits musicaux enregistrés par le groupe. La version japonaise de Cartoon Network débute la diffusion de ces épisodes en anglais sous-titrés japonais. En octobre la même année, TV Tokyo débute la diffusion de la série doublée en japonais, finalement diffusée sur Cartoon Network au Japon le 9 janvier 2006. Dans une interview avec LiveDaily, Yumi explique « la série sur Cartoon Network nous a donné un importante occasion de présenter notre musique une nouvelle audience. En tournée, après la première diffusion de la série sur Cartoon Network, il y a beaucoup d'enfants qui venaient à nos prestations. Nous avons toujours voulu faire écouter notre musique à autant de personnes possibles. »
Puffy AmiYumi fait son apparition et joue au Macy's Thanksgiving Day Parade en 2005, en faisant la promotion de la série.

### Depuis 2009
Le 17 juin 2009, leur nouvel album Bring It sort au Japon sur le label Ki/oon Records puis en France et dans le reste de l'Europe le 2 juillet sur le label français Wasabi Records. On y trouve deux morceaux écrits par la rock star canadienne Avril Lavigne et son producteur Butch Walker, All Because of You et I Don't Wanna ainsi que Hiyori Hime  écrit par la chanteuse japonaise Ringo Shiina et Dareka ga, le thème de Naruto Shippûden 3 : Inheritors of the Will of Fire, en exclusivité dans la version européenne.

## Discographie

### Albums au Japon
- 1996 : amiyumi
- 1997 : solosolo
- 1998 : Jet CD
- 1999 : FEVER FEVER
- 2000 : Spike
- 2002 : The Hit Parade
- 2003 : Nice
- 2004 : 59
- 2006 : Splurge
- 2007 : Honeycreeper
- 2009 : Bring It!
- 2011 : Thank You!

Compilations
- 1999 : PRMX: Puffy Re-Mix Project
- 2000 : The Very Best of Puffy / amiyumi jet fever
- 2003 : PRMX' Turbo
- 2007 : Hit & Fun
- 2009 : PUFFY AMIYUMI X PUFFY

### Albums aux États-Unis
- 2000 : Spike (version anglaise)
- 2002 : An Illustrated History (reprises en anglais)
- 2003 : Nice (version anglaise)
- 2004 : Hi Hi Puffy AmiYumi (reprises en anglais)
- 2006 : Splurge (version anglaise)

### Singles
- Asia no Junshin (1996) #3
- Kore ga watashi no ikiru michi (1996) #1
- Circuit no Musume (1997) #1
- Nagisa ni matsuwaru etc. (1997) #1
- Mother / Nehorina Hahorina (1997) #5
- Tararanc/ Puffy no Tourmen  (1998) #4
- Puffy de Rumba (1998) #14
- Nichiyoubi no Musume  (1999) #15
- Yume no Tame ni (1999) #12
- Umi e to/Pool nite  (2000) #15
- Boogie Woogie No. 5  (2000) #22
- Atarashii Hibi (2001) #28
- Aoi Namida (2001) #32
- Hurricane (2002) #36
- Akai Buranko / Planet Tokyo (2002) #45
- Sunrise (2004) #24
- Hajimari no Uta / Nice Buddy (2005) #33
- Hi Hi (2005) #107
- Mogura Like (2006) #35
- Tokyo I'm on My Way (2006) #58
- Hazumu Rizumu = (2006) #15
- Hataraku Otoko (2006) #41
- Boom Boom Beat / Oh Edo NagareboshiIV (2007) #47
- Oriental Diamond / Kuchibiru Motion (2007) #55
- All Because of You  (2008) #34
- My Story  (2008) #44
- Hiyori Hime (2009) #38
- Dareka ga (2009)
- R.G.W. (2010)
- Happy Birthday (2011)
- SWEET DROPS (2011)
- Tomodachi no Wao! (2012)
- Datsu Dystopia (2013)
- Pafipipo Yama (2015)

## Vidéos
- 2006 : TOUR! PUFFY! TOUR! 10 FINAL
- 2005 : Funclips Funclub
- 2002 : Rolling Debut Revue -CANADA, U.S.A TOUR 2002-
- 2001 : PUFFY SPIKE DAISAKUSEN DVD
- 2000 : Clips
- 1998 : Jet Video (VHS - DVD sorti[Où ?] en 2000)
- 1997 : RUN! Puffy! RUN! (VHS - DVD sorti[Où ?] en 2000)
- 1996 : TOUR! PUFFY! TOUR! (VHS - DVD sorti[Où ?] en 2000)